# Grand Isle County
Grand Isle County ist ein County im Bundesstaat Vermont der Vereinigten Staaten. Der Sitz der Countyverwaltung (County Seat) befindet sich in North Hero. Das U.S. Census Bureau hat bei der Volkszählung 2020 eine Einwohnerzahl von 7.293 ermittelt.

## Geographie
Das County besteht aus einer Reihe von Inseln im Lake Champlain sowie einer Halbinsel entlang des Ostufers des Sees, die im äußersten Nordwesten Vermonts liegen. Es grenzt im Westen an New York, im Norden an Kanada und hat eine Fläche von 504 Quadratkilometern, wovon 290 Quadratkilometer Wasserfläche sind. Es grenzt im Uhrzeigersinn an folgende Countys: Franklin County, Chittenden County, Clinton County (New York) und Le Haut-Richelieu (Kanada).
Die ältesten geologischen Formationen des Grand Isle County sind auf der Isle La Motte zu finden. Dort existieren Steinbrüche, die eines der ältesten Riffe der Welt erschließen: das Chazy Fossil Reef. Es entstand in einem Flachgewässer auf einer Länge von mehr als 2.000 Kilometern und gilt als eines der ersten Riffe, an deren Aufbau Korallen beteiligt waren.
Jünger sind die Green Mountains, eine Gebirgskette, die nord-südlich parallel zur Atlantikküste verläuft und zwischen 70 und 120 Kilometern breit ist. Grand Isle County liegt am Westrand dieser Gebirgskette inmitten des Lake Champlain, dessen Oberfläche lediglich 32 Meter über dem Meeresspiegel liegt. Die Green Mountains bildeten zusammen mit den nördlichen Gebirgszügen eine große Barriere, die beim Abschmelzen der Eiskappe gegen Ende der letzten Eiszeit eine unüberwindbare Barriere für die Schmelzwasser darstellte. So bildete sich ein gewaltiger See, dessen Ufer noch heute in den Randgebieten der Green Mountains erkannt werden kann. Nach Durchbruch der Barriere in Richtung auf den heutigen Sankt-Lorenz-Strom blieb ein fruchtbares Land zurück, das rasch von gewaltigen Wäldern überzogen war.

## Geschichte

### Ureinwohner
Über die ursprünglichen Bewohner der Region wissen wir wenig. Das Gebiet um den Lake Champlain ist seit etwa 8000 v. Chr. bewohnt, wie wir aus Funden von Lagerstellen, Speerspitzen und Feuersteinen wissen. Während der ersten Entdeckungsfahrten trafen die Franzosen auf eine Siedlung eines Stammes der Abenaki im Bereich des heutigen Alburgh. Auch von einer festen Ansiedlung auf North Hero wird berichtet. Während der Indianerkriege wurden diese Siedlungen aber durch Irokesen zerstört. Das bedeutete das Ende der festen Besiedlung durch Indianer im Bereich des heutigen Grand Isle County, denn die Irokesen nutzten die Gegend ausschließlich als Jagdgebiet. Die meisten Abenaki zogen sich in die Gebiete nahe den Großen Seen zurück, die von den weißen Siedlern noch nicht entdeckt worden waren. Nur wenige Ureinwohner blieben im Siedlungsgebiet der Europäer zurück und betrieben meist Handel mit den Weißen, bis sie sich schließlich in deren Siedlungen niederließen. Viele Soldlisten aus dem Amerikanischen Bürgerkrieg führen auch Indianer als Soldaten auf; allerdings, im Gegensatz zu den weißen Siedlern, nicht namentlich.

### Entdeckung durch europäische Kolonisten
Die Erforschung des Gebietes wurde ab 1609 von Kanada aus unter der Leitung des Franzosen Samuel de Champlain begonnen. Er befuhr die Nebenarme des St.-Lorenz-Stromes und gelangte so auch in den See, der heute seinen Namen trägt: den Lake Champlain. Champlain beanspruchte die durch ihn entdeckten Gebiete für die französische Krone und bemühte sich um eine nachfolgende Besiedlung durch französische Kolonisten, die aber nur sehr zögernd in Gang kam und nur im Gebiet der Isle La Motte und dem heutigen Alburgh zeitweise erfolgreich war.
Die Entdeckung des Gebietes durch die Briten erfolgte etwa hundert Jahre später. Ihre Expeditionen folgten ab 1610 dem Verlauf des Hudson River von der Küste nach Norden bis in die Nähe des Lake Champlain. Um 1709 trafen sie hier nicht nur auf die meist feindlichen Irokesen und Mohawks, sondern auch auf Vorposten der französischen Besiedlung. Von den Abenaki als Verbündete gegen die Irokesen freudig angenommen entwickelten sich etwa ab 1740 die Indianerkriege – in diesem Gebiet meist Scharmützel zwischen Franzosen und Briten mit beidseitiger Unterstützung durch die jeweils verbündeten Ureinwohner – die bis zur völligen Unterwerfung der Indianer mehr als hundert Jahre die Vereinigten Staaten von Nordosten nach Südwesten durchziehen sollten. Für die Besiedlung des Landes waren die Kämpfe von Schaden. Viele bestehende Ansiedlungen wurden zeitweilig oder sogar dauerhaft aufgegeben, neue Kolonisten mieden die umkämpften Gebiete.

### Grenzziehungen und die Vermont Republic
Die militärische Entscheidung zwischen Franzosen und Briten im Norden des Kontinents fiel 1759: mit der Einnahme von Quebec war die französische Armee weitgehend geschlagen. Doch erst 1763 wurde Kanada nach dem Siebenjährigen Krieg mit dem Pariser Frieden zur britischen Kolonie.
Am 28. Dezember 1763 erklärte der Gouverneur des Staates New York seine Zuständigkeit für alle Gebiete westlich des Connecticut River, also auch für das Gebiet des heutigen Grand Isle County. Am 13. März 1764 widersprach der Gouverneur von New Hampshire, der bisher die Ländereien des späteren Vermont an Siedler verkauft hatte, dieser Erklärung und beruhigte zugleich die Siedler, dass dies reine Verwaltungsprobleme ohne Auswirkungen auf sie seien. Der englische König George III legte aufgrund des Streites am 20. Juli 1764 die Grenze zwischen New Hampshire und New York auf dem Westufer des Connecticut River fest. Zugleich bestimmte er den 45. Breitengrad als Grenze des umstrittenen Bereiches zu Kanada. Dadurch wurde die Halbinsel des heutigen Alburgh der Kolonie New York zugeteilt. New York erkannte aufgrund der Entscheidung des Königs die bisherigen Landverkäufe nicht an, verkaufte bereits durch New Hampshire veräußerte Flächen und bot bereits besiedelte Parzellen, oft in verändertem Zuschnitt, den Eigentümern zum erneuten Kauf an. Wer das Angebot nicht annahm, wurde von seinem Land vertrieben. Dies führte zu großer Unruhe und teilweise offenem Aufruhr der Siedler gegen New York. Bürgermilizen bildeten sich, die in gegenseitigen Handstreichen und Überfällen die jeweils andere Seite aus dem Land zu treiben versuchten. Da der König weit entfernt war und trotz der Intervention der betroffenen Siedler keine weitere Entscheidung die britischen Kolonien erreichte, begann eine Bürgermiliz unter Ethan Allen, die Green Mountain Boys, mit militärischem und politischem Nachdruck die Unabhängigkeit des späteren Vermont von New York zu betreiben. 1777 wurde die selbständige Vermont Republic ausgerufen, die zunächst kein Mitglied des Staatenbundes der USA wurde, weil der Konflikt über die Zuständigkeit mit dem Bundesstaat New York noch nicht beigelegt war und die Föderation den Streit nicht in ihre Reihen tragen wollte. Die endgültige Grenze zum Bundesstaat New York wurde am 20. August 1781 vom Kongress Vermonts einseitig festgelegt: die Inseln im Lake Champlain wurden demnach von Vermont beansprucht. Sie waren bereits am 27. Oktober 1779 durch den Kongress Vermonts als Towns zur Besiedlung freigegeben und ausschließlich an Veteranen des Unabhängigkeitskrieges vergeben worden. Die systematische Besiedlung der Region begann ab 1783 unter der Federführung Ethan Allens, dem Ländereien auf North Hero zugesprochen worden waren. Erst 1790 wurde die Grenzziehung auch vom Staat New York bestätigt: Gegen eine Zahlung von 30.000 $ verzichtete New York auf alle Ansprüche gegen Vermont. Vermont wurde daraufhin am 4. März 1792 als 14. Bundesstaat in die Konföderation der Vereinigten Staaten von Amerika aufgenommen.

### Die Entwicklung zum eigenständigen County
Nach der Ausrufung der Selbständigkeit wurde das ursprünglich einzige, die gesamte Staatsfläche umfassende County Vermonts, das heute nicht mehr existente Charlotte County, ab 1779 in mehreren Schritten unterteilt. Am 5. November 1792 wurden bei der Teilung des damaligen Chittenden County in ein nördliches und ein südliches County die bis dahin stets auch politisch zusammengehörenden Inselgemeinden geteilt: Alburgh, Isle La Motte und North Hero wurden dem neu gebildeten Franklin County zugeordnet, Grand Isle und South Hero verblieben bei Chittenden County. Dies rief den Protest der Bewohner der fünf Towns hervor, die sich als politische Einheit verstanden. Er äußerte sich in Form einer Petition an den Kongress von Vermont im September 1794 und führte zur Gründung des diese fünf Towns umfassende Grand Isle Countys am 9. November 1802. Seither blieb es in seinen Grenzen erhalten.
Die Inseln entwickelten sich ruhig und ohne weiteren Zwischenfälle zu landwirtschaftlich intensiv genutzten Flächen. Besonders der Kartoffelanbau sowie die Schafzucht waren verbreitet. Das bereits erwähnte Steinvorkommen auf der Isle La Motte, das sich später als schützenswertes fossiles Riff herausstellte, wurde durch eine Reihe von Steinbrüchen erschlossen, die Steine per Schiff über den Lake Champlain und den Hudson River bis nach New York befördert, wo sie unter anderem zum Bau der Brooklyn Bridge genutzt wurden.

### Bahnbau und Industrialisierung
Ab etwa 1845 erfasste der Bahnbau Vermont an vielen Stellen zugleich. Mehrere Linien verbanden die Towns von Ost nach West quer durch das Gebirge: Vom Connecticut River zum Lake Champlain oder zum Hudson konnte man schon nach zwei Jahren Eisenbahnbau in Vermont bequem reisen.
Anders sah es im Grand Isle County aus. Da die Inseln nahezu ausschließlich landwirtschaftlich genutzt wurden und ein Bahnbau große Brückenschläge erfordert hätte wurde zunächst auf den Anschluss verzichtet. Stattdessen wurde die Nordverbindung um den Lake Champlain nach Rouses Point in New York forciert. Tatsächlich wurde dies die erste von zwei Linien, die Grand Isle County durchzogen: 1850 schlug die St. Johnsbury and Lake Champlain Railroad diese Verbindung. Dazu wurden zwischen Swanton, Alburgh und Rouses Point zwei Dämme mit brückenüberspannten Durchlässen über die Missisquoi Bay im Osten und den nördlichen Ausläufer des Lake Champlain im Westen geschlagen. Die Bahnlinie brachte zwar keine Industrie in das County, sehr wohl aber Touristen, die an zwei Heilwasserquellen in Alburgh und North Hero Linderung von Hauterkrankungen suchten.
Eine zweite Strecke wurde von Burlington aus auf die Grand Isle geführt und in Alburgh an die Verbindungsstrecke Swanton–Rouses Point angeschlossen. Diese Bahnstrecke Burlington–Rouses Point wurde durch die Rutland Railway errichtet und ab 1901 betrieben. Auch sie brachte keine Industrialisierung der Inseln mit sich. Die Steinbrüche auf der Isle La Motte blieben von den neuen Transportmöglichkeiten unerreicht; die Steine wurden wie bisher per Schiff versandt.
Beide Bahnstrecken sind mittlerweile stillgelegt worden. Der Bahndamm nach Burlington dient heute als Wanderweg durch den See, die Dämme bei Alburgh werden für den Straßenverkehr genutzt.

### Der Bürgerkrieg und die Folgezeit
Wie schon der Unabhängigkeitskrieg das Gebiet des späteren Grand Isle County aussparte blieb auch der Amerikanische Bürgerkrieg (1861 bis 1864) den Inseln fern. Es gab keinerlei Schlachten, Überfälle oder Aktionen im Bereich des Countys; die nächstgelegene, vereinzelte Bürgerkriegsaktion war der St. Albans Raid, der im benachbarten Franklin County stattfand. Lediglich an der Gestellung von Soldaten aus den Reihen der Bürger war abzulesen, was in den Vereinigten Staaten geschah. Das County war durch Veteranen des Unabhängigkeitskrieges besiedelt worden; entsprechend hoch war nun die Bereitschaft, auf Seiten der Nordstaaten zu kämpfen. Im Vergleich zu anderen ländlich ausgerichteten Countys blieb darum offenbar auch die Zahlung von Abfindungen und die Anzahl von Freikäufen vom Militärdienst relativ gering. Genaue Zahlen sind wegen fehlender Angaben für North Hero und Grand Isle leider nicht zu nennen. Die vorhandenen Quellen lassen eine Abschätzung von insgesamt etwa 250 Soldaten zu. Die Quote der Freikäufe und Ersatzmänner liegt, denselben Aufstellungen zufolge, unter 10 %. Ebenso ist die Anzahl der Gefallenen und Verwundeten mit den vorliegenden Quellen nicht sinnvoll zu rekonstruieren. In anderen Towns der Umgebung liegt sie meist zwischen 15 und 20 %, so dass hierfür von etwa 30 bis 50 Personen auszugehen ist.
Die Wiederentdeckung des Standortes der ersten Sankt-Annen-Kapelle auf nordamerikanischem Boden im Jahr 1892 führte ein Jahr später zur Errichtung einer Wallfahrtskirche auf der Isle La Motte durch eine Gemeinde aus Burlington. Diese Stätte entwickelte sich rasch zu einem wichtigen Wallfahrtsort für Vermont, New York und das südöstliche Kanada, der bis heute jährlich mehrere tausend Besucher anzieht.

### Die Weltwirtschaftskrise von 1929
Aufgrund der weitgehend fehlenden Industrie bei gleichzeitig autarker Wirtschaft war der Effekt der 1929 beginnenden Weltwirtschaftskrise auf die Inseln gering geblieben. Deswegen wurden auch keine New-Deal-Maßnahmen zur Wirtschaftsförderung, wie sie in anderen Countys vorgenommen wurden, vorgesehen. Allerdings begann auch auf den Inseln die Abwanderung von Bewohnern in die Wirtschaftszentren. Von 1930 bis zur Volkszählung 1960 sanken die Bevölkerungszahlen des Countys um etwa ein Viertel.

### Nach dem Zweiten Weltkrieg

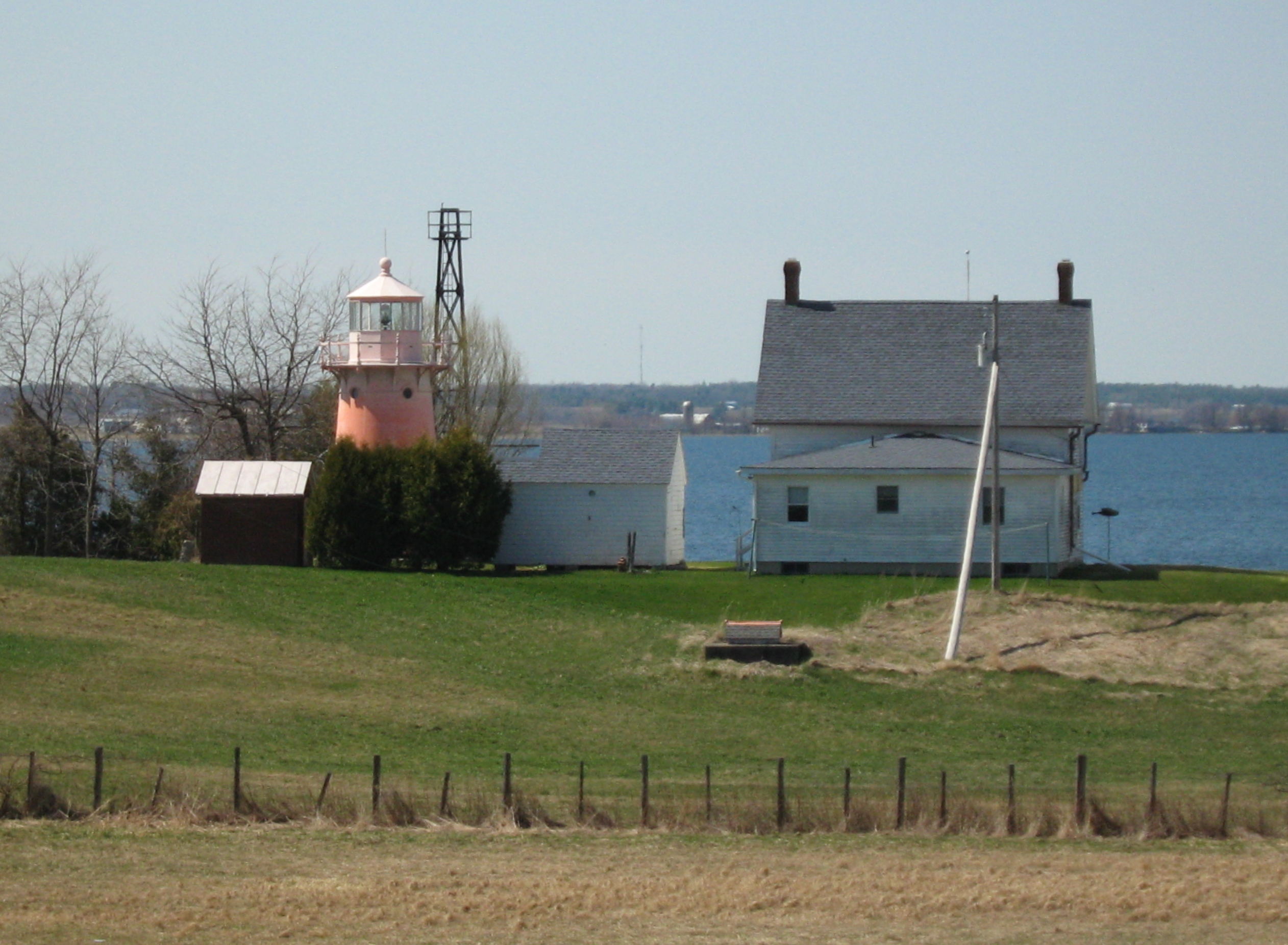
Leuchtturm auf der Isle La Motte

Auch durch den Zweiten Weltkrieg und seine Nachwirkungen auf die amerikanische Wirtschaft wurde das abgeschiedene Grand Isle County nicht direkt berührt. Durch die Intensivierung des Individualverkehrs und die dadurch erhöhte Mobilität der Amerikaner kam es aber zu zwei Effekten: Zum einen entwickelten sich die Inseln zu einem Naherholungszentrum für den Ballungsraum Burlington, das sich seit Kriegsende mehr und mehr zum Industrie- und Bevölkerungszentrum Vermonts entwickelte, zum anderen entdeckten die Bewohner der Ballungszentren der Ostküste, insbesondere die New Yorker, das Hinterland. Im Grand Isle County wurden mehrere Landschafts- und Tierschutzgebiete angelegt, die als Touristenmagnete fungieren. Ebenso wurden Angelplätze, Zeltplätze und Sportboothäfen gebaut. Die Landwirtschaft ist zwar noch immer die wichtigste Einnahmequelle der Inseln, doch der Tourismus nimmt an Bedeutung stetig zu. Die Errichtung von Zweitwohnsitzen und die Stadtflucht aus dem nahen Raum Burlington drehte den Effekt des Bevölkerungsschwundes seit dem Schwarzen Freitag von 1929 um: Seit den 1960er Jahren hat sich die Bevölkerung bis zur Volkszählung 2010 mehr als verdoppelt. Nach der Volkszählung von 2010 leben inzwischen rund 7.000 Menschen in den Towns von Grand Isle County, mit steigender Tendenz, die in der Dekade 2000 bis 2010 mit 1 % allerdings unter dem Durchschnitt aller Towns Vermonts (etwa 3 %) blieb.

## Städte und Gemeinden
Zusätzlich zu den unten angeführten selbständigen Gemeinden existiert in der town Alburgh das mit eigenständigen Rechten versehene Village Alburgh, welches von der übergeordneten Town Alburgh mitverwaltet wird.
| Ortschaft     | Status | Einwohner (2020) | Gesamte Fläche [km²] | Landfläche [km²] | Bevölkerungsdichte [Einwohner / km²] | Gründung      | Besonderheit |
| ------------- | ------ | ---------------- | -------------------- | ---------------- | ------------------------------------ | ------------- | ------------ |
| Alburgh       | town   | 2.106            | 126,4                | 75,5             | 27,9                                 | 23. Feb. 1781 |              |
| Grand Isle    | town   | 2.086            | 91,0                 | 42,5             | 49,1                                 | 27. Okt. 1779 |              |
| Isle La Motte | town   | 488              | 43,2                 | 20,4             | 23,9                                 | 27. Okt. 1779 |              |
| North Hero    | town   | 939              | 120,6                | 34,9             | 26,9                                 | 27. Okt. 1779 | County Seat  |
| South Hero    | town   | 1.674            | 123,0                | 38,6             | 43,4                                 | 27. Okt. 1779 |              |